# Eduard Pernkopf
Eduard Pernkopf (24 novembre 1888 – 17 aprile 1955) è stato un medico austriaco, professore di anatomia e rettore dell'Università di Vienna.
È noto soprattutto per il suo atlante anatomico Topographische Anatomie des Menschen in sette volumi, spesso conosciuto come Atlante Pernkopf, preparato nell'arco di 20 anni insieme ad altri 4 illustratori. Sebbene sia considerato un capolavoro sia scientifico che artistico, con molte delle sue tavole a colori ristampate in altre pubblicazioni e libri di testo, si è scoperto che Pernkopf e il gruppo di illustratori, tutti ferventi nazisti, utilizzarono come soggetti delle tavole i prigionieri politici giustiziati.

## Biografia
Nacque nel 1888 nel villaggio di Rappottenstein, in Bassa Austria, come più giovane di tre figli. Al termine del ginnasio era intenzionato a intraprendere la carriera musicale, ma la morte del padre (medico del villaggio), avvenuta nel 1903, lo spinse a dedicarsi alla medicina: l'evento della morte causò alla famiglia notevoli difficoltà che una carriera come medico avrebbe potuto far superare facilmente. Nel 1907 iniziò gli studi presso la facoltà di medicina dell'Università di Vienna, e durante questo periodo entrò a far parte della Fraternità Accademica Studentesca di Germania, un gruppo di studenti con una forte componente nazionalista tedesca. Da studente lavorò con il suo futuro mentore, Ferdinand Hochstetter, direttore dell'istituto di anatomia dell'università. Nel 1912 si laureò in medicina e negli otto anni successivi insegnò anatomia in varie istituzioni austriache.
Durante la prima guerra mondiale prestò servizio militare come medico per un anno. Nel 1920 tornò a Vienna per lavorare come assistente di Hochstetter, tenendo lezioni agli studenti del primo e del secondo anno sul sistema cardiovascolare e sul sistema nervoso periferico.

### Carriera e attività politica

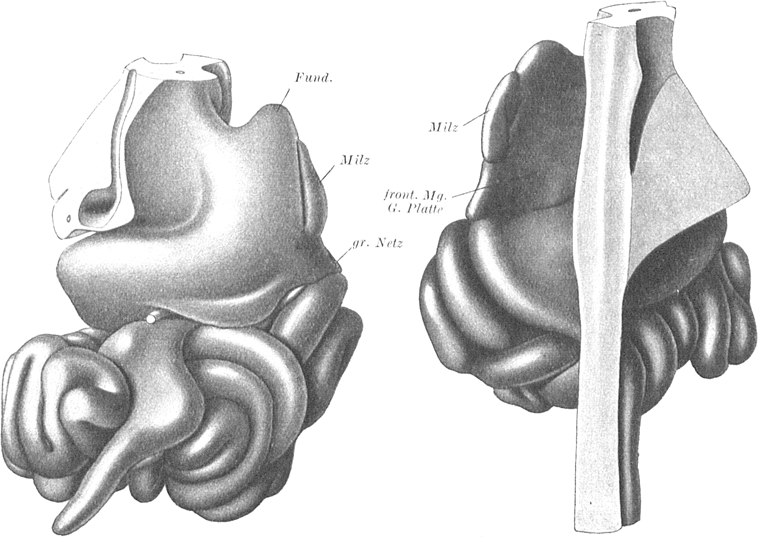
Due esempi di lavoro di Pernkopf, del 1923.

A Vienna si fece rapidamente strada nei ranghi accademici. Nel 1926 ottenne il titolo di professore associato e due anni dopo la promozione a professore ordinario. Nel 1933, invece, successe formalmente a Ferdinand Hochstetter come direttore dell'Istituto anatomico. Nello stesso anno entrò a far parte del Partito nazista e l'anno successivo divenne membro delle SA. Nel 1938 fu promosso a preside della facoltà di medicina, in concomitanza del periodo dell'Anschluss.
Nella sua nuova posizione, in un ambiente politico favorevole, mise in atto le sue convinzioni naziste. Richiese alla facoltà di medicina di dichiarare la propria discendenza etnica come "ariana" o "non ariana" e di giurare fedeltà al leader nazista Adolf Hitler. Inoltre scrisse un elenco di coloro che rifiutavano quest'ultima dichiarazione all'amministrazione universitaria, a cui seguì il licenziamento dal posto di lavoro: si trattò del 77% del corpo docenti, compresi tre premi Nobel. In questo modo Pernkopf fu il primo preside austriaco della facoltà di medicina a rimuovere tutti i docenti ebrei.
Quattro giorni dopo essere diventato preside, tenne un discorso alla facoltà di medicina sostenendo le teorie e le politiche naziste sull'igiene razziale ed esortando i suoi colleghi medici ad applicarle. Essi avrebbero dovuto "[promuovere] coloro la cui eredità è più preziosa e la cui costituzione biologica, dovuta all'ereditarietà, promette una prole sana [e prevenire] la prole di coloro che sono razzialmente inferiori e di coloro che non vi appartengono". Nello specifico, continuò, quest'ultimo obiettivo poteva essere raggiunto con "l'esclusione di coloro che sono razzialmente inferiori dalla propagazione della loro prole per mezzo della sterilizzazione e di altri mezzi", un linguaggio considerato come l'anticipazione dei programmi nazisti di eutanasia e, più in generale, dell'Olocausto nei confronti degli ebrei e dei rom. Dopo aver iniziato il suo discorso con Heil Hitler!, elogiò Hitler come "un figlio dell'Austria che ha dovuto lasciare l'Austria per riportarla nella famiglia delle nazioni di lingua tedesca".

### L'atlante anatomico
Quando fu assunto come assistente di Hochstetter, iniziò la costruzione di un manuale informale di dissezione per gli studenti. Continuò ad ampliarlo e divenne popolare tra i docenti dell'università e della comunità medica austriaca. Una volta ottenuta la cattedra, gli fu offerto un contratto per ampliarlo e trasformarlo in un libro da pubblicare che accettò con entusiasmo.
Pernkopf iniziò il suo atlante nel 1933. Lavorò 18 ore al giorno sezionando cadaveri, tenendo corsi e assolvendo alle sue responsabilità amministrative, mentre un team di illustratori creava le immagini che sarebbero poi state inserite nell'atlante. Le sue giornate iniziavano alle 5 del mattino, quando lasciava gli appunti in stenografia da far battere alla moglie che sarebbero diventati il testo descrittivo delle immagini.

All'inizio furono Erich Lepier, Ludwig Schrott, Karl Endtresser e Franz Batke a lavorare con Pernkopf. Lepier, il primo assunto da Pernkopf, in gran parte autodidatta, aveva dovuto interrompere gli studi di architettura presso l'Università di Tecnologia di Vienna a causa della morte del padre, una circostanza simile a quella che aveva determinato la scelta professionale di Pernkopf. Gli altri tre avevano tutti un certo grado di formazione. Al di fuori di questi quattro, durante i primi anni contribuirono alla realizzazione dell'atlante anche altre persone, come il padre di Schrott e la moglie di Batke. Pernkopf li istruì a dipingere gli organi che vedevano con il maggior numero di dettagli possibile, per farli sembrare tessuti viventi. Ciò fu possibile grazie a uno speciale trattamento della carta utilizzata per le immagini realizzate ad acquerello, che permise di ottenere un dettaglio maggiore del solito, almeno con quel tipo di pittura. L'unica accortezza chiesta da Pernkopf per ottenere questo alto livello di realismo fu l'uso del colore con tonalità più brillanti rispetto a quello trovato nei cadaveri reali, in modo che il lettore imparasse meglio a riconoscere e distinguere i punti di riferimento anatomici.

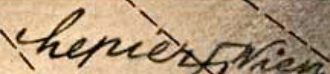
La firma di Erich Lepier, con l'aggiunta della svastica.

Come Pernkopf, anche i quattro illustratori erano membri del partito nazista e si impegnavano a perseguirne gli obiettivi, nel loro lavoro per l'atlante l'intento fu chiaro attraverso l'uso dei simboli nazisti. Nella sua firma, Lepier usava spesso la "r" alla fine del suo nome come base per una svastica, e Endtrasser usava anche due rune Sig delle SS per la "ss" del suo nome. Per le illustrazioni realizzate nel 1944, Batke le datò in modo analogo stilizzando i due "4" come rune Sig.
Il primo volume dell'atlante fu pubblicato nel 1937, fu diviso in due libri, uno dedicato all'anatomia in generale e l'altro più specifico per il torace e gli arti pettorali. Quattro anni dopo, nel 1941, uscì il secondo volume, anch'esso diviso in due libri, trattava l'addome, il bacino e gli arti pelvici.
In quell'anno, ad eccezione di Lepier, non idoneo al servizio militare a causa delle sue gravi vene varicose, gli altri furono arruolati. Lepier si offrì comunque volontario come guardiano contro i raid aerei, così come Batke quando tornò a casa dopo essere stato ferito e aver ricevuto la Croce di Ferro sul fronte orientale. Questi incarichi interruppero il loro lavoro.
Un'edizione in due volumi dell'Atlante è stata pubblicata in cinque lingue. La prima edizione statunitense è stata pubblicata nel 1963. Un editore scientifico europeo, Elsevier, detiene i diritti d'autore, ma ha interrotto la stampa dell'Atlante per motivi morali. I volumi sono ancora reperibili su eBay e Amazon e si trovano in collezioni private.

## Nel dopoguerra
Nel 1943, Pernkopf raggiunse l'apice della sua carriera accademica quando fu nominato rettore dell'Università di Vienna, la sua massima carica. Continuò a ricoprire queste cariche fino alla fine della guerra due anni dopo, con la resa della Germania e dell'Austria. La sua vita cambiò radicalmente. Due giorni dopo la resa fu licenziato dal suo incarico di direttore dell'istituto anatomico dell'università. Temendo di subire ripercussioni legali o politiche per la sua precedente appartenenza al partito nazista e per le sue azioni anteguerra, si recò in vacanza a Strobl. Nell'agosto del 1945 fu arrestato dalle autorità militari statunitensi e nel maggio del 1946 fu licenziato da tutti i suoi incarichi rimanenti presso l'università.
Fu detenuto per tre anni nel campo di prigionia alleato di Glasenbach. Anche se alla fine non fu mai accusato di alcun crimine, per tutta la durata della prigionia gli fu richiesto di svolgere regolarmente i lavori forzati. L'esperienza lo lasciò esausto, quando tornò a Vienna dopo il suo rilascio sperò di continuare il suo lavoro sull'atlante.
Le strutture universitarie non furono più disponibili, infatti l'istituto anatomico era stato bombardato durante la guerra. Hans Hoff, medico ebreo che aveva lasciato la facoltà di Vienna nel 1938, gli mise a disposizione due stanze dell'istituto neurologico. Pernkopf si riunì con i suoi collaboratori originari, alcuni dei quali erano stati detenuti nei campi di prigionia, e ad altri nuovi, per riprendere il suo lavoro impegnativo nel piccolo spazio concesso da Hoff: c'era un po' di tensione tra loro, perché i tre che avevano prestato servizio militare ritenevano che Lepier fosse stato agevolato durante la guerra. Lavorò da solo, mentre Pernkopf riprese il suo programma prebellico nonostante le privazioni subite.
A loro si aggiunsero Wilhelm Dietz, contribuì con i disegni del collo e della faringe, ed Elfie von Siber che dipinse i muscoli facciali. Il terzo volume, riguardante testa e collo, fu pubblicato nel 1952.
Al momento della sua morte, Pernkopf stava lavorando al quarto volume. Due suoi ex colleghi, Alexander Pickler e Werner Platzer, lo completarono per la pubblicazione del 1960. Qualche anno dopo, l'editore pubblicò una versione ridotta in due volumi con tutte le tavole a colori eliminando la maggior parte del testo esplicativo di Pernkopf e, in seguito, cancellando anche i simboli nazisti che Lepier e gli altri avevano aggiunto alle loro firme. Poiché la traduzione necessaria era minima, questa fu la versione dell'atlante conosciuta dagli studenti di medicina e dai medici di tutto il mondo.

## Eredità controversa e dibattito sull'uso continuativo
Nel 1995 Pernkopf e il suo atlante finirono al centro di una controversia di etica scientifica in seguito alla pubblicazione di un articolo del professor Edzard Ernst, da poco titolare della cattedra di Medicina riabilitativa all'Università di Vienna, dove illustrava la presa del potere nazista e metteva in luce la sperimentazione umana che ne era seguita, compreso il ruolo avuto dallo stesso Pernkopf. La scuola di medicina dell'università, che in passato aveva avuto difficoltà a reperire cadaveri per la dissezione, ne ricevette una fornitura regolare dopo il 1933. Nel 1996 il dottor Howard Israel, chirurgo della Columbia University, rivelò che i corpi dei soggetti potrebbero essere stati in alcuni casi quelli dei prigionieri politici giustiziati, uomini e donne omosessuali, rom ed ebrei. Hildebrandt suggerisce che il 26% dei corpi forniti all'Università di Vienna erano vittime di esecuzioni. Esaminando le vecchie copie negli archivi, il dottor Israel scoprì molti dei simboli nazisti lasciati nelle firme, che erano stati poi rimossi dalle versioni successive più diffuse. Da quel momento i medici discussero sul carattere etico dell'atlante in quanto frutto della ricerca medica nazista.
Con l'aiuto di altre persone, il dottor Israel chiese all'Università di Vienna di indagare sulla questione. Nel 1997 fu avviato il progetto "Studi sulla scienza anatomica a Vienna dal 1938 al 1945": risultò che almeno 1377 corpi di persone giustiziate furono consegnati all'Università durante il periodo nazista e non può essere escluso il loro utilizzo in almeno 800 immagini dell'atlante. Di conseguenza, l'editore dell'atlante dispose l'invio di un inserto con questa nuova scoperta a tutte le biblioteche in possesso dell'atlante interrompendo la stampa di nuove copie.
Alcuni lettori si sono chiesti anche se i corpi mostrati in spaccato potessero essere dei detenuti ebrei provenienti dai campi di concentramento, dal momento che appaiono smunti e con teste rasate. Il dottor Israel chiese maggiori informazioni al Simon Wiesenthal Center. Lo stesso Wiesenthal rispose che era improbabile, poiché durante il Terzo Reich, il Landsgericht di Vienna emetteva le sentenze di morte solo contro i "patrioti austriaci non ebrei, comunisti e altri nemici dei nazisti", e inoltre radere le teste dei cadaveri prima della dissezione fu una pratica usata a lungo.
Scienziati e bioeticisti hanno discusso se sia accettabile continuare a usare l'atlante per scopi didattici alla luce della sua possibile provenienza. Gli oppositori hanno affermato che qualsiasi uso dell'atlante rende l'utente complice dei crimini nazisti e che la tecnologia moderna, come il Visible Human Project (basato sulla dissezione tomografica di un uomo giustiziato negli Stati Uniti), renderà l'atlante superfluo. I sostenitori hanno ribattuto che la conoscenza acquisita dall'atlante non può essere eticamente separata dalle sue origini né, in alcuni casi, può essere facilmente sostituita dalla tecnologia moderna o da altri atlanti. "L'atlante di Pernkopf è ancora uno dei migliori in termini di accuratezza, mostrando livelli di dettaglio relativi alle fasce e alle strutture neurovascolari che sono di diretta rilevanza per l'effettivo processo di dissezione", afferma Sabine Hildebrandt, docente di anatomia del Michigan e originaria della Germania, che ha svolto ricerche approfondite su di lui e su altri anatomisti dell'epoca nazista.
Alcuni degli scienziati che sono stati coinvolti nel portare alla luce le attività di Pernkopf e di altri anatomisti dell'epoca nazista sostengono la necessità di continuare a usare l'atlante. "Possono ricordarci la sofferenza non solo del passato ma anche del presente, in modo da essere medici più compassionevoli e cittadini del mondo più compassionevoli", afferma Garrett Riggs, neurologo e storico della medicina della Florida. "[Un] divieto non potrebbe espiare il grande male commesso da esseri umani su altri esseri umani", sostiene Hildebrandt. "Piuttosto, spetta a una nuova generazione di persone trarre il bene da questa storia torbida continuando a usare l'atlante di Pernkopf in modo razionale e storicamente consapevole".
D'altra parte, "non c'è dubbio che Pernkopf, in qualità di direttore dell'Istituto di Anatomia, sia stato determinante nel procurare i corpi delle vittime del terrore nazista per la dissezione e, in ultima analisi, per la creazione del suo atlante", sostiene Pieter Carstens, professore di diritto pubblico all'Università di Pretoria. "In questo senso è stato un colpevole indiretto nell'esecuzione delle vittime, ma un colpevole diretto nel successivo trattamento e saccheggio dei corpi". Seguendo le teorie del bioeticista Charles A. Foster, egli vede il crimine fondamentale dell'anatomista come una violazione della dignità dei suoi soggetti:
[It] should be permitted to show its duplicitous face only rarely and then for very good reason in the teaching of history, medical ethics and medical law so that its lessons will be learned and its history never repeated.»
Dovrebbe essere permesso di mostrare questo suo doppio significato solo raramente e per ottime ragioni nell'insegnamento della storia, dell'etica medica e della legge medica, in modo che le sue lezioni vengano apprese e la sua storia non si ripeta mai più.»
()